# Província de Vaslui
La província de Vaslui (IPA: ['va.sluj]) és un judeţ, una divisió administrativa de Romania, a la regió de Moldàvia, amb capital a Vaslui.
Limita amb la República de Moldàvia (raions de Cantemir, Cahul) a l'est, amb la província de Neamţ, província de Bacău i província de Vrancea a l'oest, amb la província de Iaşi al nord; i amb la província de Galaţi al sud.

## Demografia
El 2002,tenia una població de 455,049 i una densitat de població de 86 h/km².
- Romanesos - un 98%[1]
- Gitanos, altres

| Any  | Població |
| ---- | -------- |
| 1948 | 344,917  |
| 1956 | 401,626  |
| 1966 | 431,555  |
| 1977 | 437,251  |
| 1992 | 461,374  |
| 2002 | 455,049  |

## Gent
- Dimitrie Cantemir
- Ştefan Procopiu
- Gheorghe Gheorghiu-Dej
- Constantin Tănase

## Divisió Administrativa
La Província té 3 municipalitats, una ciutat i 71 comunes.

### Municipalitats
- Vaslui
- Bârlad
- Huşi

### Ciutats
- Negreşti
- Murgeni

### Comunes
| - Albeşti - Alexandru Vlahuţă - Arsura - Băcani - Băceşti - Bălteni - Banca - Berezeni - Blăgeşti - Bogdana - Bogdăneşti - Bogdăniţa - Boţeşti - Buneşti-Avereşti - Ciocani - Codăeşti - Coroieşti - Costeşţi - Cozmeşti | - Creţeşti - Dăneşti - Deleni - Deleşti - Dimitrie Cantemir - Dodeşti - Dragomireşti - Drânceni - Duda-Epureni - Dumeşti - Epureni - Fălciu - Fereşti - Fruntişeni - Găgeşti - Gârceni - Ghergheşti - Griviţa - Hoceni | - Iana - Ibăneşti - Ivăneşti - Iveşti - Laza - Lipovăţ - Lunca Banului - Măluşteni - Micleşti - Muntenii de Jos - Muntenii de Sus - Olteneşti - Oşeşti - Pădureni - Perieni - Pochidia - Pogana - Pogoneşti - Poieneşti | - Puieşti - Pungeşti - Puşcaşi - Rafaila - Rebricea - Roşieşti - Soleşti - Stănileşti - Ştefan cel Mare - Şuletea - Tăcuta - Tanacu - Tătărăni - Todireşti - Tutova - Văleni - Vetrişoaia - Viişoara - Vinderei | - Voineşti - Vultureşti - Vutcani - Zăpodeni - Zorleni |

### Villages
- Crasna, Vaslui